# Pietro Biginelli
Pietro Biginelli (25 de julio de 1860 – 15 de enero de 1937) fue un químico italiano, quien descubrió una reacción de tres componentes entre urea, acetoacetato y aldehído (Síntesis de pirimidina de Biginelli) y estudio el control de calidad de los productos químicos.

## Biografía
Nació en julio 25, en 1860 Palazzolo Vercellese, Reino de Piamonte-Cerdeña y asistió a la Universidad de Turín
Por 1891 Biginelli trabajo en el laboratorio de químico de la Universidad de Florencia, donde dos años más tarde desarrolló un método que más tarde será conocido como síntesis de Biginelli.
En 1901 Pietro Biginelli, se traslada a Roma, donde trabajaba como asistente de Bartolomeo Gosio en el "Istituto Superiore di Sanitа" y a partir de 1925 a 1928 Biginelli trabajó como director del laboratorio químico Murió en Roma el 15 de enero de 1937.